# Guido Fubini
Guido Fubini, född 19 januari 1879, död 6 juni 1943, var en italiensk matematiker.
Guido Fubini var professor vid universitetet i Turin och emigrerade 1939 till USA. Han författade flera ansedda läroböcker och var en mångsidig forskare, som gav betydande bidrag till flera områden inom analysen och geometrin. En ofta använd sats om multipla integralers uppdelning är uppkallad efter honom.